# Karl Becker (Jurist, 1875)
Karl Becker (* 5. Juli 1875 in Kirchherten; † nach 1942) war ein deutscher Jurist. Er war Senatspräsident des Oberlandesgerichts Köln.

## Leben
Er war der Sohn eines Bürgermeisters. Nach dem Besuch des Gymnasiums in Düren studierte Karl Becker an den Universitäten Genf, München und Bonn. Im Jahre 1899 promovierte er zum Dr. jur. 1905 wurde er wissenschaftlicher Assistent und 1907 Landgerichtsrat in Düsseldorf. Am Ersten Weltkrieg nahm er als Hauptmann bei der Artillerie teil.
1917 wurde Karl Becker zum Geheimen Justizrat und vortragenden Rat im Preußischen Justizministerium ernannt. 1921 erfolgte seine Einsetzung als Landgerichtspräsident in Cleve. Im Jahre 1928 wechselte Karl Becker als Senatspräsident und Vorsitzender des juristischen Prüfungsamtes nach Köln. Nach der „Machtergreifung“ der Nationalsozialisten wurde er 1934 zum Honorarprofessor an der Juristischen Fakultät der Universität Köln ernannt. Im Jahre 1942 wurde Karl Becker pensioniert.

## Ehrungen
- Eisernes Kreuz II. Klasse
- Bayerischer Militärverdienstorden mit Schwertern
- LWD-Auszeichnung
- Luitpold-Gedenk-Medaille
- Kriegshilfsdienstkreuz
- Frontkämpferehrenkreuz
- Ernennung zum Honorarprofessor